# Pedicularis cystopteridifolia
Pedicularis cystopteridifolia är en snyltrotsväxtart som beskrevs av Per Axel Rydberg. Pedicularis cystopteridifolia ingår i släktet spiror, och familjen snyltrotsväxter. Inga underarter finns listade i Catalogue of Life.